# Moto Guzzi NTX
La Moto Guzzi NTX è una motocicletta del tipo maxi enduro prodotta dalla casa motociclistica italiana Moto Guzzi dal 1986 al 1995.

## Descrizione e tecnica

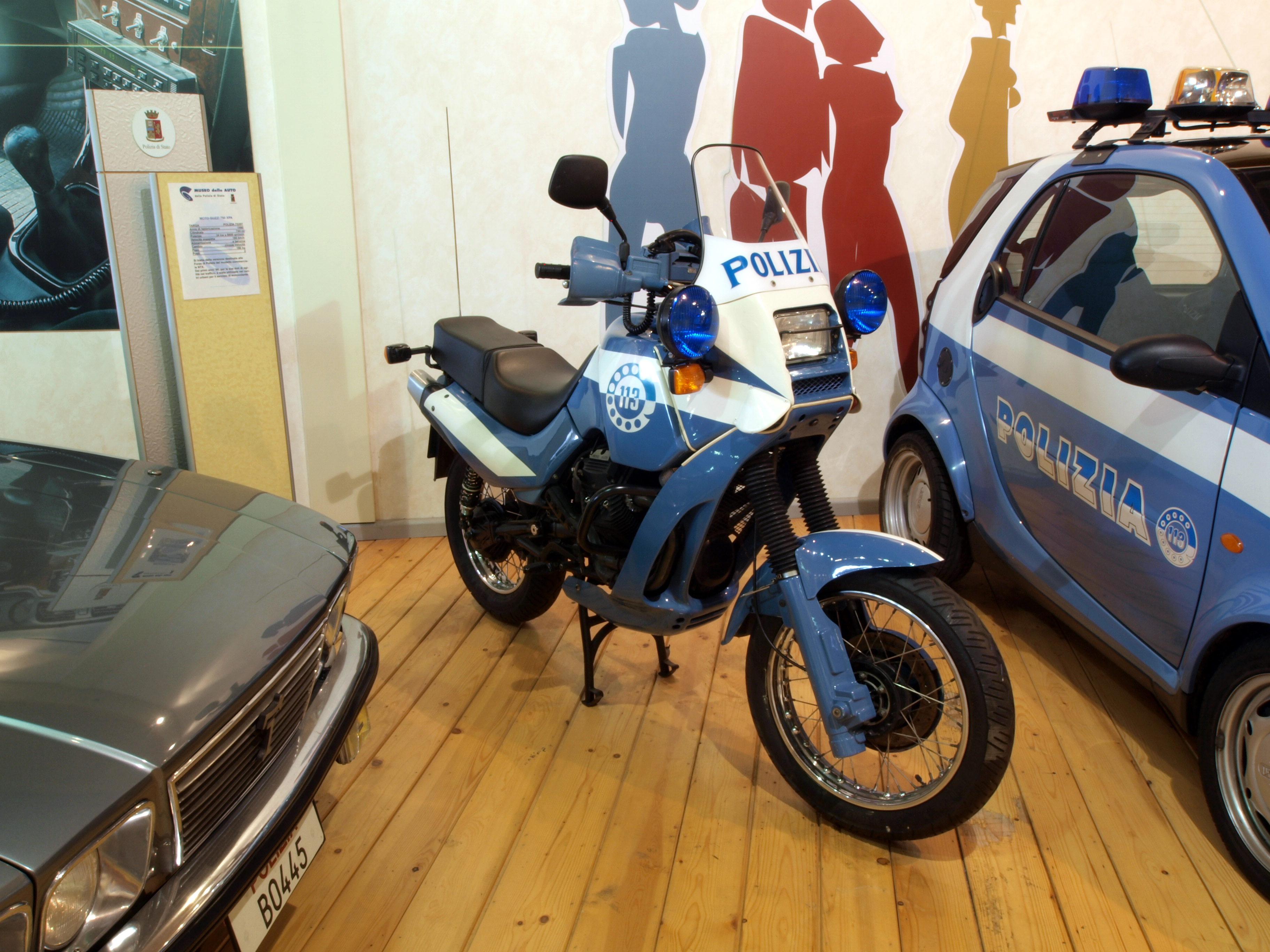
NTX 750 della Polizia di Stato

Come tutte le Moto Guzzi, montava un motore bicilindrico a V di 90° a quattro tempi raffreddato ad aria, installato longitudinalmente, con distribuzione a due valvole per cilindro comandate da un albero a camme posto nel monoblocco tramite punterie azionate da aste e bilancieri. Alimentazione era affidata a due carburatori Dell'Orto. L'impianto elettrico, Bosch o Saprisa, prevedeva l'accensione elettronica tramite centraline "Motoplat" in luogo delle tradizionali puntine. L'NTX aveva una frizione monodisco a secco ad azionamento meccanico abbinata ad un cambio a cinque marce. La trasmissione trasferisce la potenza alla ruota posteriore tramite un albero cardanico posto nel braccio destro del forcellone.
Il telaio era a doppia culla tubolare d'acciaio.
La ruota anteriore da 21″ è ancorata a una forcella telescopica Marzocchi non regolabile con diametro dello stelo di 40 mm ed escursione di 210 mm. Sulla ruota posteriore da 18″ è presente un forcellone bibraccio in alluminio con gruppi molla-ammortizzatore con serbatoi esterni, regolabile in 5 posizioni. 
Le ruote anteriori e posteriori hanno ciascuna un freno a disco singolo ad azionamento idraulico con pinze fisse a due pistoncini. Il diametro di entrambi i dischi freno è di 260 mm. Il sistema frenante anteriore della 750 è completamente carenato.

## Storia, evoluzione e versioni
Lanciata nel 1986 inizialmente era disponibile nelle sole cilindrate da 350 cm³ e 650 cm³. Nel 1990 entrambe furono sostituiti dalla variante 750 con il motore da 743,9 cm³, che era già stata introdotta l'anno precedente sulla versione 750 SP.
Basata sulla NTX 750 venne allestita la versione 750 X PA verniciata in azzurro-bianco, realizzata per la Polizia di Stato italiana dal 1992 al 2001. Questo allestimento si differenziava per le ruote di dimensioni ridotte (anteriore da 18″ e posteriore da 16″), doppia luce lampeggiante blu e motovaligie laterali fisse.

## Riepilogo motorizzazioni
| Versione                 | NTX 350                           | NTX 650                       | NTX 750                       | 750 X PA                      |
| Produzione               | 1987-1990                         | 1987-1990                     | 1990-1995                     | 1992-2001                     |
| Cilindrata               | 346,2 - 349,2 cc                  | 643,4 cc                      | 743,9 cc                      | 743,9 cc                      |
| Alesaggio × corsa        | 66 mm × 50,6 mm - 74 mm × 40,5 mm | 80 mm × 64 mm                 | 80 mm × 74 mm                 | 80 mm × 74 mm                 |
| Rapporto di compressione | 10.0:1 - 10.3:1                   | 10.0:1                        | 9.7:1                         | 9.6:1                         |
| Carburatore              | VHB 26 - PHBH 28                  | PBH 30                        | PBH 30                        | PBH 30                        |
| Potenza                  | 26 kW (35 CV) a 8100 giri/min     | 35 kW (48 CV) a 7400 giri/min | 39 kW (52 CV) a 6600 giri/min | 35 kW (48 CV) a 6200 giri/min |
| Coppia                   | 27 Nm a 6500 giri/min             | 49 Nm a 4000 giri/min         | 60 Nm a 3200 giri/min         | n.d.                          |
| Peso a vuoto             | 196 kg                            | 201 kg                        | 208 kg                        | 215 kg                        |
| Velocità massima         | 140 km/h                          | 170 km/h                      | 170 km/h                      | n.d.                          |
| Consumi                  | circa 4,6 l/100 km                | circa 5,5 l/100 km            | circa 5,8 l/100 km            | n.d.                          |